# Digital Signature Standard
Digital Signature Standard (DSS) – standard NIST dla podpisów cyfrowych. Pierwsza wersja, wydana 19 maja 1994 roku, zawierała jedynie algorytm DSA. Aktualne, trzecie wydanie, obejmuje także algorytm RSA oraz ECC.
Zgodnie z NIST długość klucza dla zastosowań instytucji państwowych w USA powinna wynosić 1024, 2048 lub 3072 bity. DSS dopuszcza wykorzystanie funkcji skrótu SHA-1 i SHA-2.